# L'idolo della città
L'idolo della città (Salut l'artiste) è un film del 1973 diretto da Yves Robert.